# Andrej Magajna

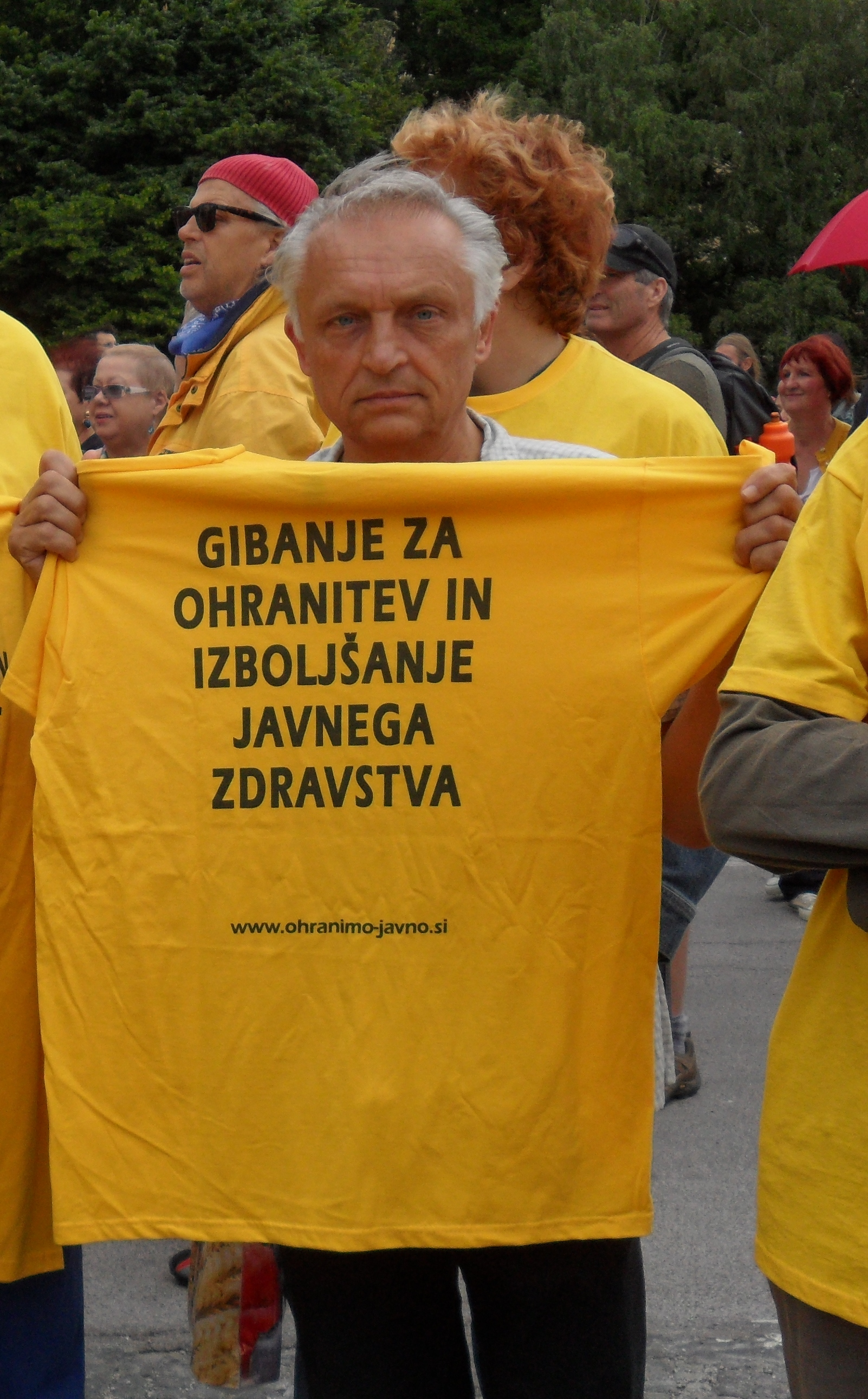
Andrej Magajna (2013)

Andrej Magajna (Ljubljana, 4 mei 1952) is een Sloveens politicus. Hij is voorzitter van de Sloveense christen-socialisten en oud-parlementariër. 
Andrej Magajna was in 1989 met France Tomšič en Gorazd Drevenšek mede-oprichter van de sociaaldemocratische bond van Slovenië en had zitting in het bestuur van Demos. Tussen 1991 en 1994 was Magajna mede-oprichter en bestuurslid van de partij van christen-socialisten, in 1995 was hij actief voor de opvolger van deze partij, de christen-socialistische beweging.
Bij de eerste vrije verkiezingen in 1990 werd Magajna gekozen op de lijst van de sociaaldemocratische partij (SDZS). Hij leidde deze fractie totdat hij in 1991 in conflict kwam met partijleider Jože Pučnik. Hij verliet daarop de fractie en ging als onafhankelijk afgevaardigde voort. Pas bij de parlementsverkiezingen in 2004 veroverde Magajna wederom een zetel in het parlement dankzij een lijstverbinding met de sociaaldemocraten. 
In december 2010 kwam Magajna in opspraak, omdat er in het kader van een Europese opsporingsactie van kinderpornografie bij hem een huiszoeking plaatsvond waarbij verboden afbeeldingen gevonden werden. In de zomer van 2011 werden de verkregen bewijzen op het politiebureau van Ljubljana ontvreemd. Tot vervolging is niet overgegaan. Magajna verliet zijn fractie en ging als onafhankelijk afgevaardigde voort. Bij de verkiezingen in 2011 kandideerde Andrej Magajna zonder succes voor de Sloveense Jongerenpartij.